# أميلي شريفة وزان
أميلي كين (بالإنجليزية: Emily Keene؛ 1849-1941) الشهيرة شريفة وزان هي امرأة إنجليزية سياسية في المغرب في الفترة قبل الاستعمار.

## سيرة ذاتية
أميلي كين هي إنجليزية الأصل استقرت في المغرب وتزوجت بشريف مدينة وزان السيد عبد السلام بن العربي في 1873 وهي عمرها 24 عام. اتخذت لقب «شريفة» وهي تنضم إلى دار الضمانة.

## إرث
حازت بالوسام العلوي وهو وسام ضابط وكذلك وسام جوقة الشرف.
تقع مقبرتها في حرمة مقابر خاصة قرب مرشان في مدينة طنجة المغربية. والكنيسة الأميركية كنيسة القديس أندرو في طنجة.